# 金城真央
金城 真央（かねしろ まお、1983年10月5日 - ）は、日本の元タレント、元グラビアアイドル、元女子プロレスラー。大阪府出身。アライブエンタテインメント所属。

## 略歴
アイドルとして活動する傍ら、キックボクシング経験を活かし、キャットファイターとして活動。主戦場としたFightingGirlsが2016年に解散したため、ベトナム武術ボビナムに転向し、世界選手権で銅メダルを獲得。
その後、女優経験と格闘技の集大成として2017年9月、アクトレスガールズ入団を発表。9月25日に開催されたCMLL－REINA Special Presents『2017クイーンズクライマックスin後楽園ホール』で女子プロレスデビューを果たした。デビュー戦は山縣優＆本間多恵戦（パートナーは青野未来）。
2023年7月7日、一般男性と結婚したことを自身のブログで報告した。なお、結婚よりも前に、グラビアアイドルとしての活動は既に卒業しているが、芸能活動はその後も継続している。

## 人物
- 特技はキックボクシング。2009年5月27日の『ジャイケルマクソン』（MBS）では、中川家・剛を相手にスパーリングを、更にフットボールアワー・後藤輝基の頭上にペットボトルを乗せ、回し蹴りで打ち落とす大技を披露。他にも、イベントでファンを相手にスパーリングを披露する事もあると明らかにしている。
- 3人兄弟（妹、弟）の長女。

## 出演

### テレビ番組
- 京パチだ・い・す・き（KBS京都）
- ぐっじょぶ（サンテレビ）
- ねっとわーくPLUS（ベイ・コミュニケーションズ）
- パチンコ美女全国の旅（サンテレビ）
- 得スマ（サンテレビ）
- ビーバップハイヒール（ABC）
- 電撃!P-CAT（テレビ愛知） - レギュラー
- 芸能人パチンコバトル P・リーグリターンズ （テレビ愛知）
- 夜型人間（テレビ新広島） - 2008年2月8日・2月15日放送分ゲスト出演。
- ワールドコレクションゴールド「スクラッチ」（MBS）
- よゐこのワケアリ（MBS）
- 今夜もハッスル（サンテレビ） - 2008年5月17日放送分ゲスト出演
- なるトモ!夏休みSP（ytv） - 2008年アカネックスとして出演
- 今ちゃんの「実は…」（ABC）
- Ag℮嬢キャットファイト（エンタ!371）
- ポンバシTV（J:COM） - メインナビゲーター
- ZAK THE QUEEN 39（エンタ!371）
- ピーチ流!（ytv） - 2008年9月29日〜2010年10月18日レギュラー
- せやねん!（MBS）
- JAPANロッケフェスティバル（フジテレビ）
- 真夜中パンチィ（2011年5月4日 - 、毎日放送） - グラビア軍団（金城真央・児玉菜々子・中村葵・山中絢子）の内1人が持ち回りで出演
- どっキング48（2011年8月9日、関西テレビ）
- おねだりマスカットSP! ブラックマスカッツ（テレビ東京）

### ドラマ
- 学問ノススメ（ABC）
- 女刑事みずき〜京都洛西署物語〜（テレビ朝日）
- LOVE×3（KBS京都）

### テレビCM
- 和歌山黒潮温泉CM
- ブランド売買専門店KAIUL CM（KBS京都）

### 雑誌
- KANSAI1週間　- 2008年 K☆Girl 競艇コラム連載
- Bejean（6月号） - 2008年5月14日発売
- EXスコラ（スコラ6月号増刊） - 2008年5月15日発売

### ラジオ番組
- 妄想ポンバシ系

### DVD
- 爽快!スポーツパラダイス - （ゴマブックス、2007年7月20日発売）
- アイドル革命☆強ドル5 - （SWP、2007年10月30日発売）
- 猫耳戦姫アカネックス -AKANEX- （ティーエムシー、2008年2月22日発売） - 初主演作品。
- 猫耳戦姫2アカネックス&アオバックル（ティーエムシー、2008年4月22日発売）
- アイドル革命☆強ドル5 - （SWP、2008年9月30日発売）
- ピーチーズDVD「ピーチーズからの贈りもの〜NAKAMA〜」(yte、2009年3月3日発売）
- LADY MAO（2011年12月22日、BNS）
- BATTLE プロレスアイドル列伝1（2013年9月27日、バトル）
- BATTLE プロレスアイドル列伝VS男子レスラー1（2013年9月27日、バトル）
- ファイティングガールズ　in 大阪　2013.10.12（2013年11月15日、ファイティングガールズ）
- BATTLE キックボクシングアイドル列伝VS男子キックボクサー1 金城真央 （2013年12月13日、バトル）
- Fighting Girls Volume.9 2013.12.21 聖戦 〜JIHAD〜 FightingGirls チャンピオンタイトルマッチ2013（2014年1月24日、ファイティングガールズ）
- プロスタイルミックスNEO Vol.7（2014年3月7日、バトル）
- Fighting Girls Volume.10 2014.4.19 原点回帰 FightingGirls チャンピオンタイトルマッチ2014 (2014年5月23日、ファイティングガールズ）
- ファイティングガールズ11 キャットファイト&イメージ 金城真央vs夏目雅子（2014年8月22日、ファイティングガールズ）
- Fighting Girls Volume.11 2014.8.23 〜2014BATTLE生誕祭〜（2014年9月19日、ファイティングガールズ）
- PRO-STYLE MIX THE BEST 金城真央（2015年1月1日、バトル）
- PRO-STYLE THE BEST III（2015年1月1日、バトル）共演:桃宮もも

### 舞台
- 時空警察ヴェッカーχ ノエルサンドレ（2011年11月1日 - 6日、荻窪かいホール） - オラクル・マス 役（ダブルキャスト）